# Mahia Nagib
Mahia Nagib, född 1926, död 1982, var en jemenitisk feminist, tidningsredaktör och journalist. 
Hon blev under 1950-talet verksam som journalist i kvinnokolumnen i al-Nahda, och blev sedan grundare och chefredaktör för kvinnotidningen Fatat Shansan,  som utgavs från januari 1960. Hon räknas som Jemens första kvinnliga chefredaktör för en kvinnotidning. 
Hon var en ledande pionjärfigur i Jemens kvinnorörelse, som utvecklades just under 1960-talet, och representerade Jemen vid ett flertal internationella kvinnokonferensen, så som Afro-Asian Women's Conference i Kairo i januari 1961. 